# Jagapura Kidul
Jagapura Kidul is een bestuurslaag in het regentschap Cirebon van de provincie West-Java, Indonesië. Jagapura Kidul telt 7764 inwoners (volkstelling 2010).